# Het Reuzenrad
Het Reuzenrad (Frans: La Grande Roue) was een attractie in het Belgische attractiepark Walibi Belgium. 

## Omschrijving
Het Reuzenrad was een reuzenrad van het type Giant Wheel van de Nederlandse fabrikant Vekoma. De attractie was 45 meter hoog, had een wiel met een diameter van 42,5 meter en telde 40 gondels. De ondersteuningen waren groen, de spaken rood en de gondels wit.

## Geschiedenis
De attractie opende in 1979 in het park en was hiermee het tweede hoogste reuzenrad van Europa. Hiervoor stond er wel al een kleiner reuzenrad, onder dezelfde naam, gebouwd in 1975. Deze was een Sky Wheel van de Amerikaanse attractiebouwer Chance.
In de winter van 2016 sloot de attractie en begin 2017 werd ze afgebroken en verkocht aan het Nederlandse Attractiepark Rotterdam waar de heropbouw in februari 2020 begon.
Afbeeldingen · Geschiedenis van Walibi Belgium